# بيل براون (مدرب كرة سلة)
بيل براون (بالإنجليزية: Bill Brown)‏ هو مدرب كرة سلة أمريكي، ولد في 30 يوليو 1951 في توليدو في الولايات المتحدة.